# Три вежі Йокогами

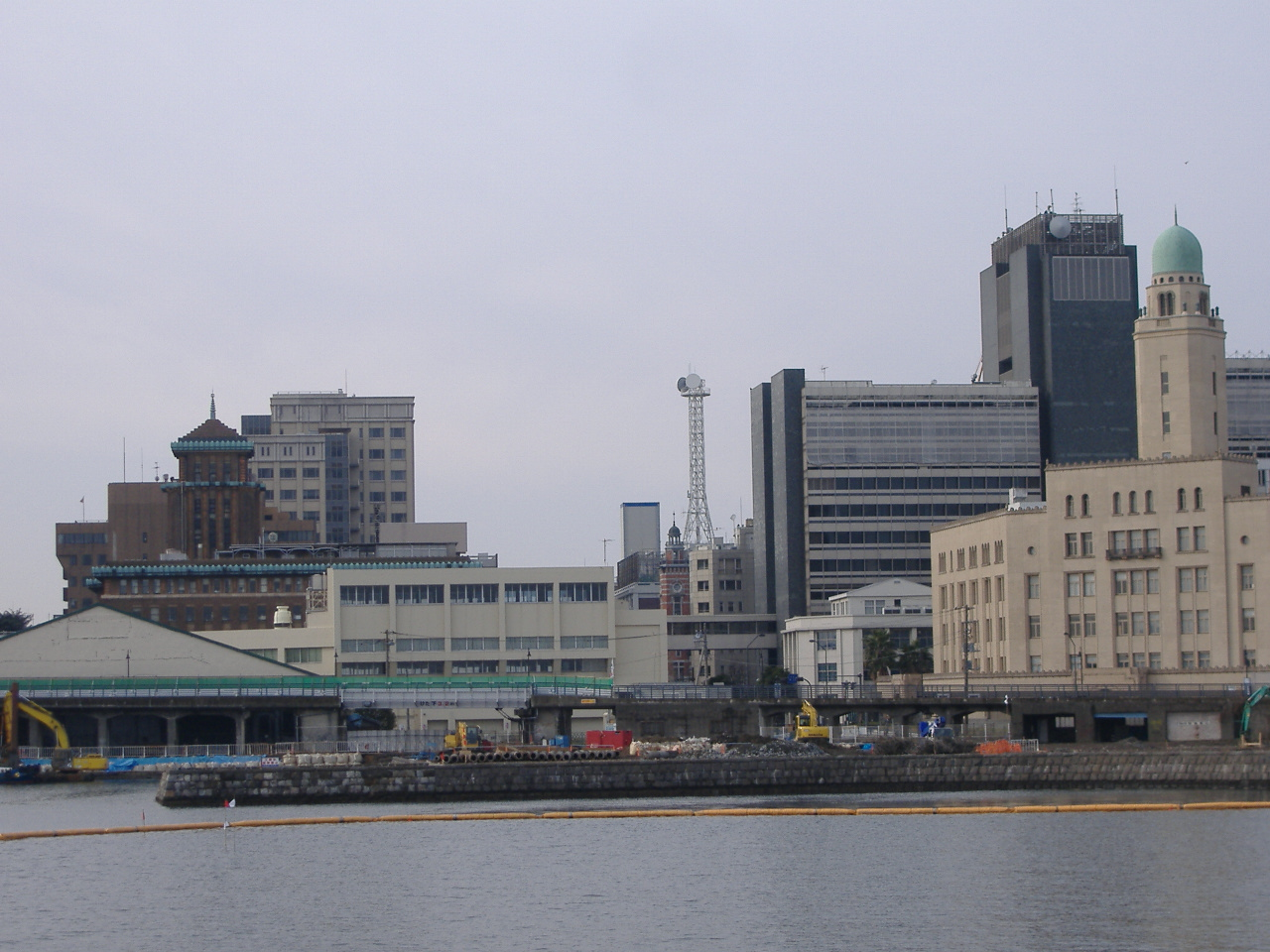
Вид усіх трьох веж

Три вежі Йокогами (яп. 横浜三塔（よこはまさんとう)) — група історичних веж, розташованих у порту Йокогами. Вежі мають неофіційні назви «Король», «Королева» і «Джек». Найкращий вид на три вежі відкривається з міжнародного морського терміналу Осанбасі.

## Легенда
Існує легенда, що якщо піти в місце, звідки можна побачити відразу всі три вежі, й там загадати бажання, то воно обов'язково здійсниться. Також вважається, що ці три вежі приносять щастя всім, адже їм самим пощастило пережити Великий кантоський землетрус 1923 року.

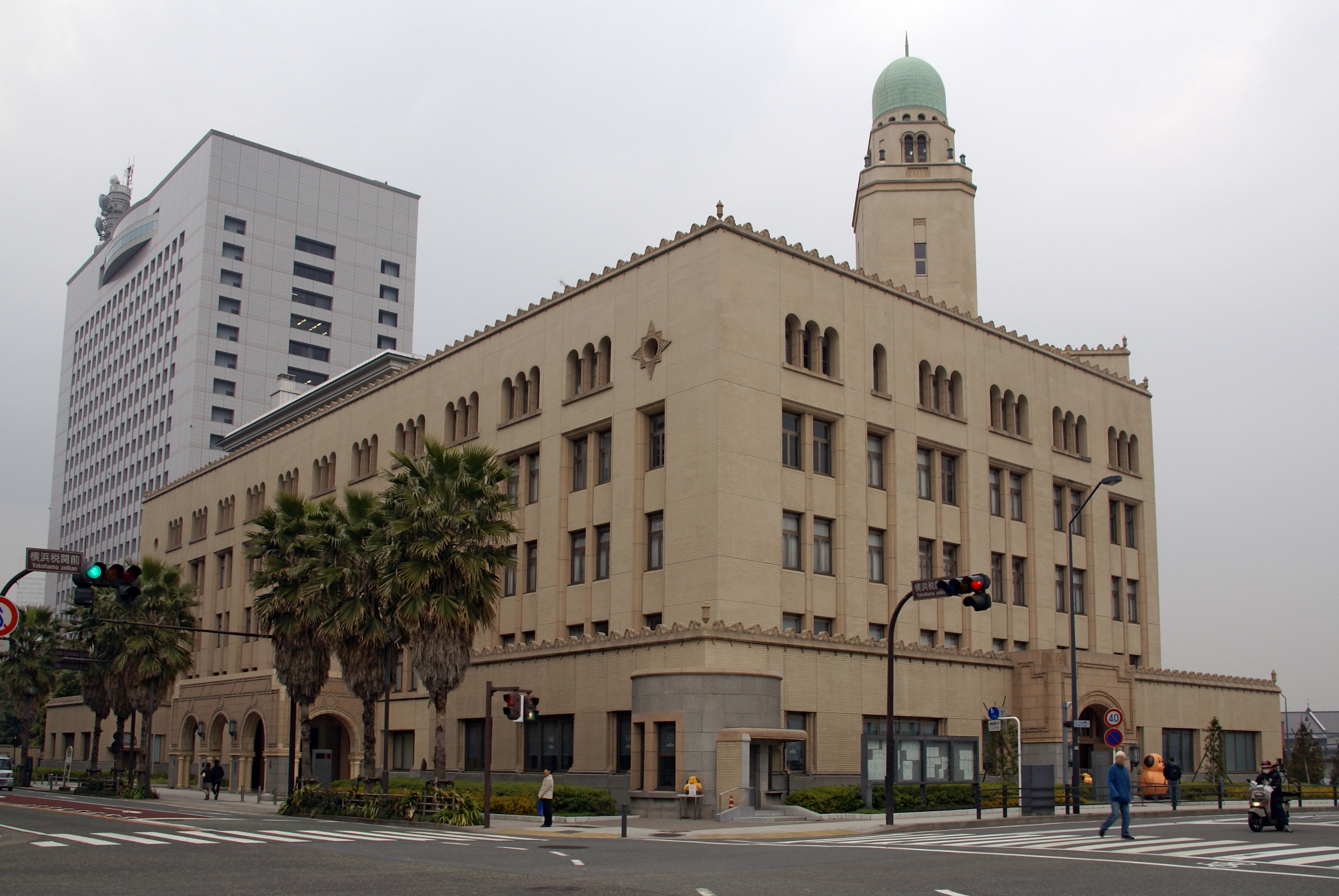
Будівля митниці Йокогами (Королева)
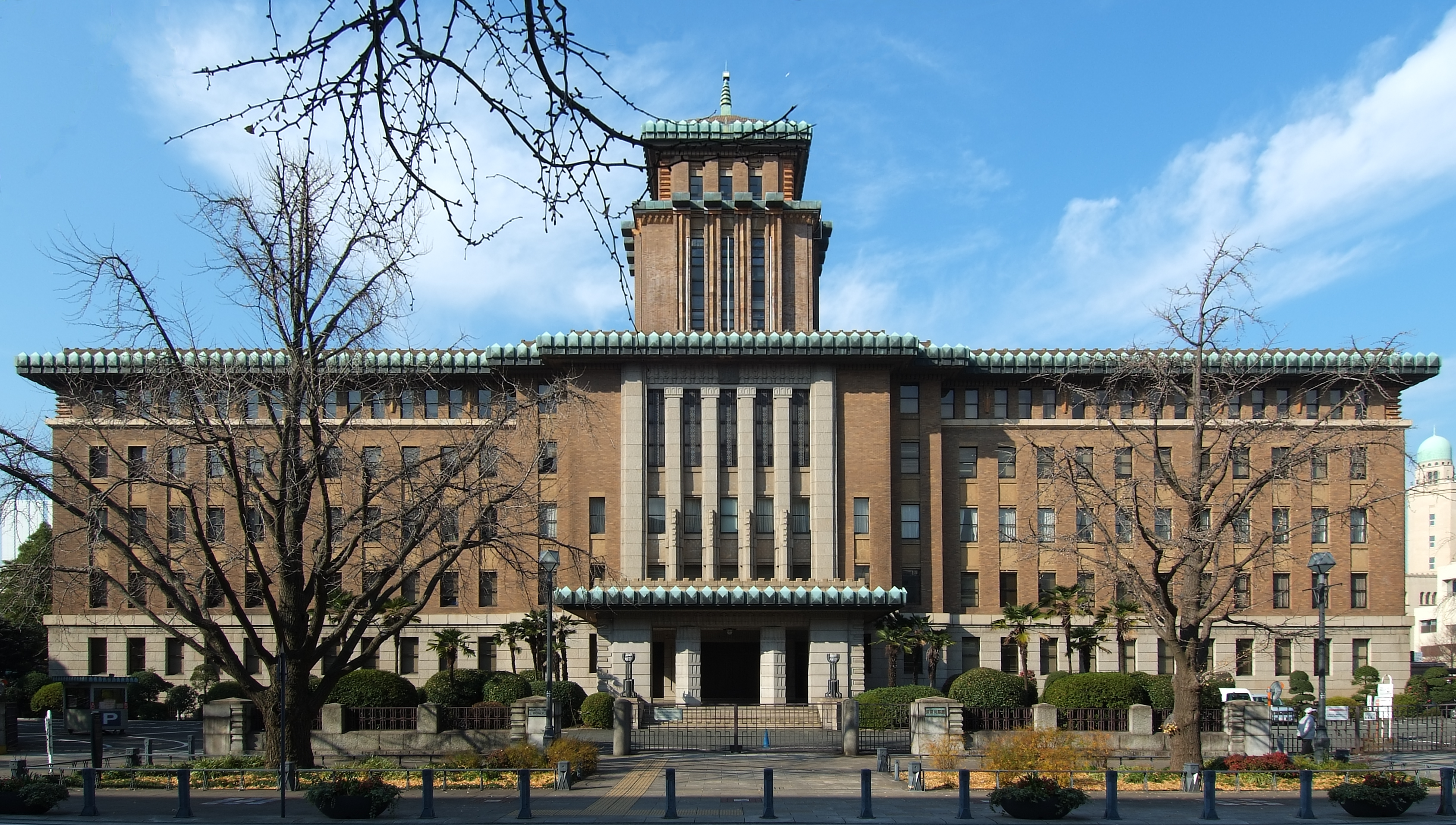
Будівля Офісу перфектуры Канагава (Король)
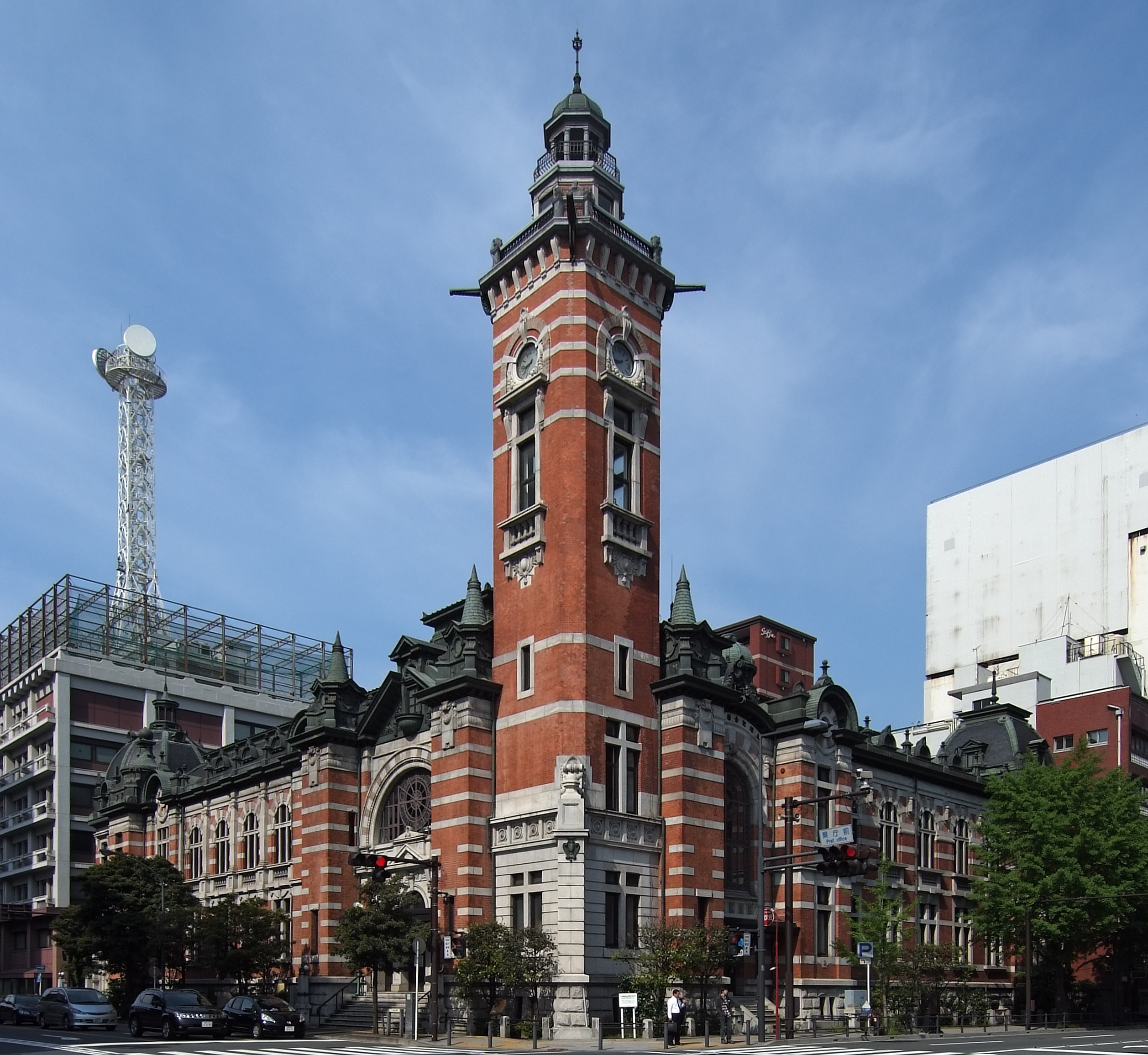
Відкритий Меморіальний зал порту Йокогами (Джек)
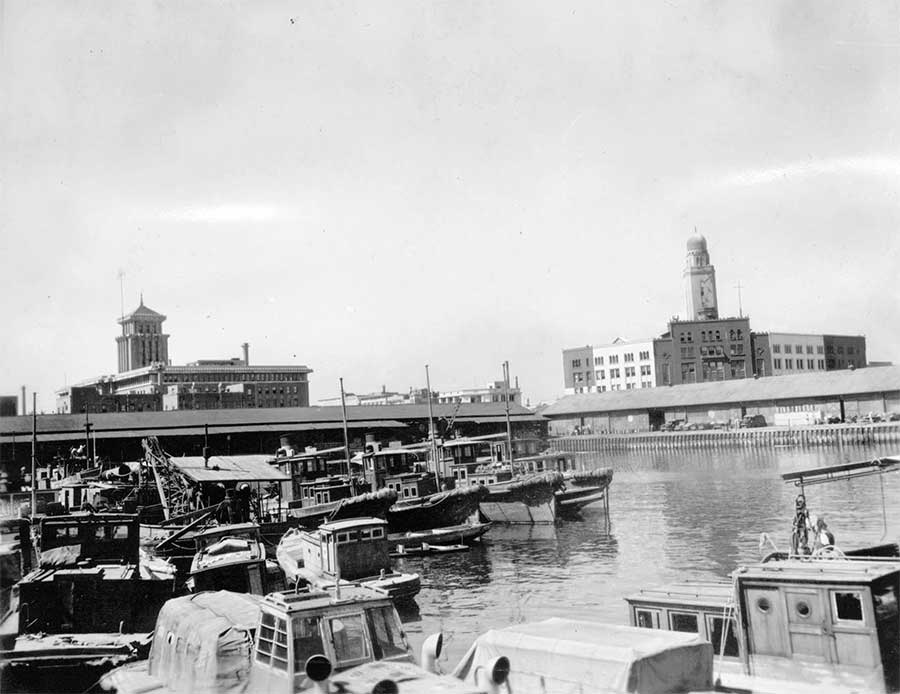
Дві з трьох веж Йокогами в 1945 році